# Сысоев, Алексей Григорьевич
Алексей Григорьевич Сысоев (род. 8 марта 1985 года, Камышин) — российский легкоатлет, специализирующийся в десятиборье. Участник летних Олимпийских игр 2008 года. Трёхкратный чемпион России (2006, 2007, 2009). Мастер спорта России международного класса.

## Биография
Алексей Григорьевич Сысоев родился 8 марта 1985 года в городе Камышин Волгоградской области. В 10 лет начал заниматься лёгкой атлетикой у Владимира Григорьевича Батырева. После переезда в Волгоград тренировался под руководством Михаила Ивановича Зацеляпина и Николая Дмитриевича Каратаева.
В 2007 году установил рекорд России в десятиборье среди молодежи — 8268 очков. Принимал участие в трёх чемпионатах мира (2005, 2007, 2009).
С 2011 года Алексей прекратил выступать в десятиборье и сконцентрировался на метании диска.

## Основные результаты

### Международные
| Год  | Соревнования                    | Место проведения     | Дисциплина          | Место | Результат |
| ---- | ------------------------------- | -------------------- | ------------------- | ----- | --------- |
| 2003 | Чемпионат Европы среди юниоров  | Тампере, Финляндия   | десятиборье юниоров | 2     | 7531      |
| 2004 | Чемпионат мира среди юниоров    | Гроссето, Италия     | десятиборье юниоров | 2     | 8047      |
| 2005 | Чемпионат Европы среди молодёжи | Эрфурт, Германия     | десятиборье         | 2     | 8089      |
| 2005 | Чемпионат мира                  | Хельсинки, Финляндия | десятиборье         | —     | DNF       |
| 2006 | Hypo-Meeting                    | Гётцис, Австрия      | десятиборье         | 8     | 8108      |
| 2006 | Чемпионат Европы                | Гётеборг, Швеция     | десятиборье         | 10    | 8068      |
| 2007 | Hypo-Meeting                    | Гётцис, Австрия      | десятиборье         | —     | DNF       |
| 2007 | Чемпионат мира                  | Осака, Япония        | десятиборье         | 6     | 8357      |
| 2008 | Hypo-Meeting                    | Гётцис, Австрия      | десятиборье         | 2     | 8497      |
| 2008 | Олимпийские игры                | Пекин, Китай         | десятиборье         | —     | DNF       |
| 2009 | Чемпионат мира                  | Берлин, Германия     | десятиборье         | 5     | 8454      |

### Национальные
| Год  | Соревнования                         | Место проведения | Дисциплина  | Место | Результат |
| ---- | ------------------------------------ | ---------------- | ----------- | ----- | --------- |
| 2006 | Чемпионат Россиив помещении          | Москва           | семиборье   | 5     | 5827      |
| 2006 | Чемпионат России                     | Тула             | десятиборье | 1     | 8087      |
| 2007 | Чемпионат России                     | Тула             | десятиборье | 1     | 8267      |
| 2008 | Чемпионат России в помещении         | Москва           | семиборье   | 3     | 6119      |
| 2009 | Чемпионат России                     | Чебоксары        | десятиборье | 1     | 8030      |
| 2011 | Чемпионат России по длинным метаниям | Адлер            | диск        | 8     | 52,35 м   |
| 2012 | Чемпионат России                     | Чебоксары        | диск        | 6     | 55,65 м   |
| 2013 | Чемпионат России по длинным метаниям | Адлер            | диск        | 3     | 56,19 м   |
| 2013 | Чемпионат России                     | Москва           | диск        | 4     | 58,74 м   |
| 2014 | Чемпионат России по длинным метаниям | Краснодар        | диск        | 4     | 58,16 м   |